# الیمپوس ای-۱۰
الیمپوس ای-۱۰ (به انگلیسی: Olympus E-10) یک دوربین عکاسی ساخت شرکت الیمپوس است.